# IC 3546
IC 3546 је спирална галаксија у сазвјежђу Береникина коса која се налази на листи објеката дубоког неба у Индекс каталогу.
Деклинација објекта је + 26° 13' 21" а ректасцензија 12h 35m 41,6s. Привидна величина (магнитуда) објекта IC 3546 износи 14,6 а фотографска магнитуда 15,3. IC 3546 је још познат и под ознакама NGC 4565B, MCG 4-30-5, CGCG 129-9, CGCG 159-20, KUG 1233+264, PGC 41976.